# Кенъбек (окръг, Мейн)
Окръг Кенъбек (на английски: Kennebec County) е окръг в щата Мейн, Съединени американски щати. Площта му е 2463 km², а населението – 120 569 души (2016). Административен център е град Огъста.